# 邓天生
邓天生（1950年—），安徽萧县人。中国人民解放军中将。
1989年10月任国防大学办公室副主任、主任。2001年3月，任第二炮兵政治部副主任，第二炮兵纪律检查委员会副书记。2008年7月，任第二炮兵副政委兼纪律检查委员会书记。